# Pollák János
Pollák János (Dunaföldvár, 1824. február 26. – Pécs, 1884. december 1.) római katolikus pap, teológiai doktor, egyetemi tanár.

## Élete
A gimnáziumot Budán, a bölcseletet Pécsett végezte, ekkor 1841-ben a pécsi növendékpapok közé lépett és teológiai tanulmányok végett Pestre küldetett a központi papnevelőbe. 1845-ben diaconus (szerpap) lett és a pécsi püspöki könyvtárnál segédnek alkalmazták, egyszersmind teológiai doktorrá avatták. 1846. szeptember 19-én pappá szentelték. A pécsi papnövendékek tanulmányi felügyelője s a teológia helyettes, 1849-ben pedig a bibliamagyarázat rendes tanára lett, 1855-ben a moralis és pastoralis teológiát adta elő.
1858-ban a pesti egyetemen a bibliamagyarázat rendes tanárának nevezték ki. 1860-ban a pécsi szentszék ülnöke lett. 1867-ben pécsi kanonokká neveztetvén ki, egyetemi tanszékét is megtartotta s a Szent István Társulat alelnökévé, 1868-ban az egyetem rektorává választották. 1869. február 8-án lemondott az egyetemi tanszékről és a Religiót szerkesztette. 1869 végén visszatért a pécsi káptalanba, ahol 1870. januárjában tolnai főesperessé iktatták be s 1871-ben kertzi apát is lett. 1874-ben a pécsi jogakadémia igazgatójává neveztetett ki. 
1883-ban megromlott egészsége miatt leköszönt igazgatói állásáról és nyugalomba vonult. 18 000 forint alapítványt tett egy szegényház építésére Pécsett, ezért 1879-ben Pécs városa díszpolgárrá választotta.
Cikkeket írt a növendékpapok Munkálataiban (1843. Klobusiczky kalocsai érsek élete, 1845. A keresztény religio tökéletesedése), a Religióba (1865. I. 4-13. a szabadkőmüvesség sat.); az Egyetemes magyar encyclopaediának is munkatársa volt, melynek VI. és VII. kötetét szerkesztette.

## Munkái
1. A kinyilatkoztatás tantételéről. Pest, 1858
2. Historia revelationis biblicae Tom. I. Historia revelations biblicae in antiquo foedere. Sumtibus societatis S. Stephani. Pestini, 1859. Két kötet.
3. Renan és az apostolok. Uo. 1866
4. Bőjti conferentiabeszédek. Kiadta Füssy Tamás. Uo. 1866
5. Beszéd, melyet a m. kir. tudományegyetem újjáalakításának 89. évnapján 1869. jún. 25. mondott Uo. (Egyetemi beszédek)

Szerkesztette a Religiót 1861-64-ben és 1868-69-ben.